# Eisenpimmel
Eisenpimmel ist eine Satire-Punkband aus Duisburg. Sie wurde 1994 gegründet, stellt sich allerdings selbst als eine in den 1980er Jahren sehr erfolgreiche Band dar.

## Geschichte
Laut offizieller Biografie wurde die Band 1983 gegründet, sie besteht aus Siggi Katlewski (Gesang), Bärbel Rotzky (Gesang), Wolle Pannek (Gitarre), Karl Arsch (Bass) und Addi Kaluppke (Schlagzeug). Eine kleine Zahl von Konzerten in den 1980er Jahren soll der Band zu einem legendären Status verholfen haben.
Es handelt sich um ein Satireprojekt, dessen Ursprünge in das Jahr 1994 zurückgehen. Zu den klischeehaften deutschen Texten passen auch die Namen der offiziellen Besetzung, die das Klischee der Ruhrpott-Proleten erfüllen. Mit diesem Projekt wurden in den 1990er Jahren diverse 7"-Singles und Samplerbeiträge veröffentlicht. Es folgten Compilations dieser Songs, ein Studioalbum und ein „Tributalbum“ der Band als Selbsthommage. Im neuen Jahrtausend erweiterte Mütze (Gitarre) die Besetzung und seit Ende 2005 geht die Band auch auf Tour. 2009 erschien die CD Füsse hoch, Fernsehn an, Arschlecken!. Nach der Veröffentlichung dieses Albums löste Bobo den Vorgänger Addi am Schlagzeug ab.
Eisenpimmel selbst weist den Vorwurf der Satire von sich: "Ich weiß schon, was Satire is. Aber mich trifft das manchmal sehr, wenn ich sowas lese. Das kommt doch nur daher, dass das Mundwerk hier vielleicht etwas lockerer sitzt als zum Beispiel in Schwäbisch Gmünd. Dort versteht man das nicht und die finden das aufgesetzt. Aber geh mal hier inne Kneipe", so Sänger Siggi Katlewski.

## Stil
Da Eisenpimmel als Satire auf Deutschpunk-Bands angelegt ist, ist dies auch der musikalische Stil der Band, jedoch auf einer subtil höheren Ebene, die an den komplexeren Songstrukturen, mehrstimmigen Gesängen und musikalischen Zitaten erkennbar wird. Einzelne Songs zeigen auch eine stilistische Vielfalt, indem andere Musikrichtungen wie Schlager (Malle Mallorca) oder Rockabilly (Zu viele Weiber, zu wenig Zeit) persifliert werden.
Textlich wird der satirische Charakter noch deutlicher, häufig verwendete Stilmittel für das Prollklischee sind neben der typischen Themenwahl beispielsweise Grammatikfehler („Ich habe meine Paletten getrinkt“), das Singen in Ruhrdeutsch, in den Texten vorkommende Pointen sowie Anspielungen auf andere Bands (z. B. Ton Steine Scherben: „Wir müssen hier raus, mit unserm Leben/wir leben im Zuchthaus und nicht daneben“).
Um die Gefahr zu vermeiden, dass aufgrund des unpolitischen Stils neonazistische Kreise als Hörer gewonnen werden, hat die Band in ihren Interviews und im Song Gib dem Kind wat auf die Fresse eindeutig Stellung gegen Neonazis bezogen.

## Sonstiges
Tom Tonk besitzt ein eigenes Fanzine mit dem Namen „Hullaballoo“. Außerdem ist Tonk alle zwei Monate mit seiner Kolumne „Raketen in Rock“ in dem Punkrock-Magazin Ox-Fanzine aktiv. Er veröffentlichte auch drei Bücher: „Raketen in Rock 33 1/3 Platten für die Ewigkeit“, „Raketen in Dosen“ und "Raketen in Feinripp".
Die Internetseite sueddeutsche.de hat anlässlich des Fleischskandals 2007 zu einem Wettbewerb aufgerufen, bei dem man für das ekligste Albumcover abstimmen konnte. Das Cover der 7"-Single „Komm mal lecker unten bei mich bei“ erreichte dabei Platz 1.

## Diskografie
- Dicke Eier Weihnachtsfeier (1994)
- Komm mal lecker unten bei mich bei (1995)
- Alte Kacke (1996)
- Bau keine Scheiße mit Bier! (1997)
- APPD Hit-Mix (1998)
- Die 10 Gebote des Punk (Erstes Gebot: Du sollst nicht ketzen gegen Gott sein Fanclub!) (1998)
- Die 10 Gebote des Punk (Zweites Gebot: Du sollst nicht rumlaufen wie der letzte Lulli!) (1999)
- Sexmaschinen tanken Super (2000)
- Befreit Abbu Bimbel (2000)
- Liebesglocken grüßen dich (Alte Kacke II) (2002)
- Füsse hoch, Fernsehn an, Arschlecken! (2009)
- Viva La Nix! (2016)
- Sedlmeir/Eisenpimmel (2016) 7" Single
- XL (2020)